# لوئیس هسخم
لوئیس هسخم (انگلیسی: Louis Heusghem; ۲۶ دسامبر ۱۸۸۲ – ۲۶ اوت ۱۹۳۹) دوچرخه‌سوار اهل بلژیک بود.